# JWH-007
JWH-007，分子式C25H25NO，是一种由约翰·威廉·霍夫曼小组合成的萘甲酰基吲哚类JWH大麻素之一。